# Speciální čarodějnický díl (19. řada)
Speciální čarodějnický díl (alternativně také Speciální čarodějnický díl XVIII, v anglickém originále Treehouse of Horror XVIII) je 5. díl 19. řady (celkem 405.) amerického animovaného seriálu Simpsonovi. Scénář napsal Marc Wilmore a díl režíroval Chuck Sheetz. V USA měl premiéru dne 4. listopadu 2007 na stanici Fox Broadcasting Company a v Česku byl poprvé vysílán 22. února 2009 na stanici ČT2.

## Děj
Díl je rozdělen na tři části: E.T. jde domů (E.T., Go Home), Pan a paní Simpsonovi (Mr. & Mrs. Simpson) a Pekelný dům (Heck House).

### Úvod
Marge přijde a říká, že Halloween byl minulý týden, ale Simpsonovi stále ještě slaví. Nejprve se objeví reklama na pořad stanice FOX. Postupně se začnou na obrazovce objevovat reklamy na další pořady. Mezi ně patří American Idol, Football on FOX, Dr. House, 24 hodin, Cops a Útěk z vězení. Marge postavy z reklam nějakým způsobem zabije a upeče z nich sekanou, kterou servíruje rodině. Když ji krájí, části těl tvoří název dílu (Treehouse of Horror XVIII).

### E.T. jde domů
Bart najde v kůlně za domem mimozemšťanku Kodos. Ta jemu a Líze namluví, že ji tu jeho lidé zapomněli, takže jim chce zavolat. Oni jí na to mají sehnat nějaké věci. Po pár dnech ji Homer objeví ve sprše. Marge je nejprve proti tomu, aby u nich zůstala, ale pak souhlasí. V tom se u nich objeví speciální komando, aby ji zatkli. Bart s ní uteče. Kodos pak spustí údajný telefon, což je ve skutečnosti vesmírná brána, díky které se ostatní mimozemšťané mohou dostat na Zemi. Málem se jim to povede, ale přijede armáda a všechny mimozemšťany pozabíjí. Nakonec Simpsonovi pomohou zabít posledního (což byla shodou okolností Kodos) a vojáci jim povolí sledovat její pitvu.

### Pan a paní Simpsonovi
Marge a Homer pracují jako nájemní vrazi, ale jeden o druhém to neví. Homer dostane od pana Burnse zakázku zabít Kenta Brockmena, protože objevil jeskyni, kam Burns vyhazuje elektřinu, aby zvýšil cenu. Homer se chystá na vraždu, ale než stačí vymyslet hlášku, kterou řekne, než zmáčkne spoušť, připlete se tam žena, která nakonec zabije Kenta sama. Homer se ji snaží zastřelit, ale jen jí sestřelí paruku, čímž zjistí, že je to Marge a že je nájemný vrah jako on. Doma se u večeře začnou hádat. Marge to údajně už Homerovi říkala, ale on nikdy neposlouchá. Pak po sobě začnou střílet a zničí celý dům. Ned Flanders je nahlásí a přijde za nimi šerif Wiggum, kterého Marge zabije. Díky tomu se nakonec usmíří a zjistí, že je baví společné zabíjení lidí.

### Pekelný dům
Líza, Nelson, Milhouse a Bart chodí koledovat při Halloweenu, ale paní Skinnerová jim nechce nic dát, a tak se rozhodnou pomstít. Zazvoní a házejí na ní balonky naplněné vodou. Líza je chce zastavit, ale ostatní ji neposlouchají, líbí se jim to. Dělají schválnosti každému, koho potkají nebo u koho koledují. Celý Springfield si začne stěžovat u Homera. Ned jim nabídne pomoc, přestaví kostel na Pekelný dům, aby je napravil. Když děti vejdou, zhlédnou představení o tom, co je čeká, když budou žít hříšně. Oni to ale nepochopí, tak Ned poprosí Boha o pomoc a ten ho promění v ďábla. Ned je odnese do pekla, kde dětem ukáže sedm smrtelných hříchů, které páchají různí občané Springfieldu. Na konec si nechá prohlídku pekla, aby zjistili, co je čeká po smrti. Děti nakonec slíbí, že se polepší.

## Produkce
Dne 27. července 2007 se tvůrce Matt Groening a producenti zúčastnili panelové diskuze, která se týkala jak Simpsonových ve filmu, tak 19. řady. Diskuze odhalila, že Peter Griffin ze seriálu Griffinovi je jednou z postav, které se objevují v úvodní části, ačkoli se objevuje jako cameo ze scény.

## Kulturní odkazy
Část E.T. jde domů paroduje film E.T. – Mimozemšťan a je v něm použita slovní hříčka s nejslavnějším citátem „E.T. volá domů!“, přičemž Bart je v roli Eliotta a Kodos v roli E.T. Když Marge volá Bartovi, sleduje právě Samba with the Stars, parodii na Dancing with the Stars. Líza odkazuje na knihu Arthura C. Clarka Konec dětství. Část Pan a paní Simpsonovi je parodií na film Mr. & Mrs. Smith z roku 2005, v závěrečné části Pekelný dům se traktor školníka Willieho promění v robota a zabije ho, což je parodie na Transformers. Peklo, jak je zobrazeno v Pekelném domě, je inspirováno Zahradou pozemských rozkoší namalovanou holandským renesančním malířem Hieronymem Boschem. Rámcový příběh Pekelného domu je inspirován klasickým hororem Seven Footprints to Satan. Stejně jako ve filmu má Pekelný dům funkci poučení o morálce.

## Přijetí
V původním americkém vysílání dosáhl tento díl podle agentury Nielsen průměrné sledovanosti 11,7 milionu diváků, ratingu 5,7 a 13% podílu na publiku, což z něj činí nejlépe hodnocený díl řady, a v kombinaci s novou epizodou Griffinových se v čase 20.00 vyrovnal na prvním místě s pořadem NFL Pregame na NBC. Navzdory tomu skončila stanice Fox Network v celkovém žebříčku sledovanosti na čtvrtém místě.
Robert Canning z IGN označil úvodní část, E.T. jde domů, za „nejslabší pasáž, protože to prostě nebylo až tak vtipné“, a konec části považoval za nejslabší pasáž epizody, když napsal: „Sledovat, jak armáda decimuje mimozemšťany, a pak vidět Homera, jak na konci použije polštář k udušení Kodos, bylo opravdu mimo. Ta úmrtí nebyla vtipná, jen nepříjemná.“. Canning však označil závěrečné dvě pasáže, stejně jako úvod, za solidní části. Celkově epizodu ohodnotil známkou 7,4 z 10.
Patrick D. Gaertner ze serveru Puzzled Pagan napsal: „Myslím, že tohle je možná nejslabší Speciální čarodějnický díl, který jsem zatím viděl. Tenhle díl prostě nemá nic do sebe. Jsem velkým fanouškem Kanga a Kodos, rád je vidím objevovat se každý rok a vždycky jsem radši, když je jedna z částí primárně o nich. Myšlenka, že Kodos je E.T., je asi o. k., jen to bylo až moc rychlé, vzhledem k tomu, že to byla jen část, abo n mě opravdu. A to byla asi nejlepší ze všech tří. Netuším, proč si mysleli, že musí udělat to s panem a paní Smithovými, ale prostě to pro mě padalo na každém kroku. Nechci vidět Homera a Marge, jak se snaží jeden druhéh Pra Griffinovy nedívám. A opravdu nevím, o čem byla ta poslední část. Připomnělo mi to tu pasáž z pár chSpeciálních čarodějnický dílů, kde se městečko proměnilo v kostýmy, protože to bylo kratší než většina částí a prostě to opravdu nemělo nic do sebe. Je to prostě rychlé a nepodstatné s nějakým podivně agresivním křesťanským podtextem. Není to nic pro mě. Celé to bylo tak nějak na houpačce, což mě trochu zklamalo. Obvykle to byly zaručené majáky radosti a já opravdu doufám, že to nenířadyví sz. Ale to se asi dozvíme.“.